# スカイキッドブラック魔王
『スカイキッドブラック魔王』（スカイキッドブラックまおう、原題：Dastardly and Muttley in Their Flying Machines）は、1969年にアメリカで放送されたハンナ・バーベラ・プロダクション制作のテレビアニメである。30分番組。

## 概要
同じくハンナ・バーベラ・プロダクション制作の『チキチキマシン猛レース』に登場したブラック魔王とケンケンを、空軍の飛行隊員（航空兵）として再登場させたスピンオフ作品である。魔王たちと同じく『チキチキマシン猛レース』に登場したコウモリボスも同じ軍の航空兵なのだが、本作には登場しない。
本作にはAパートとBパートのほかに、毎回伝書鳩の捕獲作戦とは無関係のショートエピソードが挿入される。このエピソードでは小さく一瞬だがいつもレース時の愛車・ゼロゼロマシンが映っており、前作との繋がりが暗示されている。

## あらすじ
第一次世界大戦の時代、ブラック魔王を隊長に、ケンケン、ビックリ、ヘッピリの3人と1匹で編成された飛行隊があった。彼ら部隊には、敵国アメリカの伝書鳩・ポッピーを捕獲し、機密文書を奪うという重大な任務があった。彼らは大臣からの電話指令のもと、今日も今日とて新型飛行機（複葉機）による空中捕獲作戦を展開する。辛抱強く、何度飛行機が壊れたり自爆したり墜落したりしても、彼らが諦めることはなかった。

## 登場キャラクター
原語版では、ポール・ウィンチェル（英語: Paul Winchell）とドン・メシック（英語: Don Messick）の2人が各キャラクターの声を当てた。★はウィンチェルが、☆はメシックが声を当てているキャラクター。
ブラック魔王 [Dick Dastardly] ★
吹き替え - 大塚周夫
飛行隊のリーダー格。いつもケンケンたちに威張り散らして命令するが、結局自分が酷い目に遭ってしまう。逆に、上司である大臣にはまったく頭が上がらない。
ケンケン [Muttley] ☆
吹き替え - 神山卓三
ブラック魔王の飼い犬。魔王に対して皮肉めいた態度を取る。魔王から助けを求められると勲章をねだり、もらった場合には最低限の救助を行う。これはケンケンにとっても大変な栄誉らしく、そのため前作よりはマジメに仕事に取り組んでいるようである。が、口約束だけで反故にされると仕返しを行う。飛行機が墜落してもケンケンだけは尻尾をプロペラにして浮くことができる。魔王が酷い目に遭った時や、物語の締めで笑うのは相変わらず。
ビックリ [Klunk] ☆
吹き替え - 大泉滉
ブラック魔王率いる飛行隊の一員。新型飛行機の開発と作戦立案を担当する発明家。いつもしゃっくりをしているような喋り方で半分以上は聞き取れず、ヘッピリが通訳を務める。日本語版オープニングテーマの歌詞テロップや初回放送時の声優クレジットには、名前が「ビックリー」と記されている。
ヘッピリ [Zilly] ☆
吹き替え - 関敬六
ブラック魔王率いる飛行隊の一員。その名の通り臆病で、すぐに逃げ出そうとする。それを連れ戻すのは主にケンケンの役目である。いわゆるオネエ言葉で話す。ビックリの通訳を務めることもある。日本語版オープニングテーマの歌詞テロップや初回放送時の声優クレジットには、名前が「ヘッピリー」と記されている。
ポッピー [Yankee Doodle Pigeon] ☆
吹き替え - 増山江威子
ブラック魔王たちが毎度追いかけ回す、アメリカ軍の機密文書を持つ伝書鳩。原語版ではラッパを吹くことによって音声を発し、直接言葉を口にすることはないが、日本語版では口が達者で、自分を捕らえようとする魔王たちを挑発するかのような発言もする。
大臣 [The General] ★
吹き替え - 上田吉二郎
ブラック魔王たちがどこにいても（空中にいても）電話を掛け、彼らに指令を出す人物。劇中ではほとんど姿を見せず、姿を現す時には手だけが映される。原語版では電話での大臣のセリフはまったく聞き取れず、魔王がそれをオウム返しすることで初めて視聴者に通じるようになっている。ことごとく任務に失敗する魔王たちを電話越しに怒鳴りつけては彼らから恐れられているが、ポッピーの演技をした鳩にやられたこともある。日本語版では、ブラック魔王たちがポッピーを捕り損なって墜落する度に何故か大臣の声で「また失敗した！」「駄目な奴じゃな！」などと愚痴が入る。
ナレーター☆
吹き替え - 鈴木やすし
毎回「今日も今日とて」「くだらないねぇ」の一説を交えてナレーションを行う。画面上には一切登場しない。

## 日本での放送
『チキチキマシン猛レース』と同様に、本作も日本で放送されている。
日本では、まず1970年8月3日から1970年11月23日までNETテレビ（現・テレビ朝日）とその系列局で放送。その後も、東京12チャンネル（現・テレビ東京）の『マンガのくに』枠や地方局で繰り返し再放送が行われていた。カートゥーン ネットワークでの再放送も行われている。
東京12チャンネルは、1979年に『マンガのくに』と『マンガ大行進』の両枠で本作を放送するにあたって『ブラック魔王 空の猛レース』（ - そらのもうレース）と一時改題したことがあるが、内容に変更はなかった。同局は1980年を皮切りに幾度か本作の再放送を行ったが、その際には本来の日本語版タイトルに戻っていた。

### 日本語版主題歌
地上波放送時には、以下の日本語版オリジナル主題歌がオープニングテーマとエンディングテーマに使われていた。特にA面曲の「スカイキッド・ブラック魔王」は、イントロなど随所に阿波踊りの「よしこの」のメロディが含まれる異色の曲であった。
A面「スカイキッド・ブラック魔王」
作詞 - 水野礼子 / 作曲・編曲 - 橋場清 / 歌 - 大塚周夫
B面「ケンケン大空を行く」
作詞 - 北桑笑 / 作曲・編曲 - 大場秀 / 歌 - ケーシー浅沼
レコード発売元 - CBS・ソニーレコード〈現：ソニー・ミュージックレーベルズ〉 (SOGA-79002)
本放送時のオープニングテーマとエンディングテーマは共にA面曲の「スカイキッド・ブラック魔王」で、オープニングでは1番と3番を、エンディングでは1・3・4番を使用。曲の最後に入るブラック魔王のセリフは、エンディングでは原盤と同じ「今日もダメなのよ！」であったのに対し、オープニングでは「まあ～見てろよ！」に差し替えられていた。
止め絵とキャプションだけで作られた別バージョンのエンディングではB面曲の「ケンケン大空を行く」が使われており、そちらを流していた再放送ではA面曲の「スカイキッド・ブラック魔王」はオープニングのみに流れていた。
カートゥーン ネットワーク版にはいずれも入っておらず、原語版のテーマ曲が流れる。

### 日本語版サブタイトル
| #  | サブタイトルA （1本目）                             | サブタイトルB （2本目）                    | サブタイトルC （3本目）                               | 日本放送日     |
| -- | --------------------------------------------------- | ------------------------------------------ | ----------------------------------------------------- | -------------- |
| 1  | ポッピー空中大作戦 （Fur Out Furlough）             | ケンケンの海賊船 （Muttley on the Bounty） | ハエトリマシーン出撃 （Sappy Birthday）               | 1970年8月3日   |
| 2  | 地球の底へ体当たり （Barnstormers）                 |                                            | ブチャムクレ・ボケナス艦長 （Shape Up or Ship Out）   | 1970年8月10日  |
| 3  | 空飛ぶ時計 （The Cuckoo Patrol）                    |                                            | メッタメタ飛行機 （Pest Pilots）                      | 1970年8月17日  |
| 4  | 電子コントロール爆撃隊 （The Swiss Yelps）          |                                            | 火山型爆発飛行機 （Eagle-Beagle）                     | 1970年8月24日  |
| 5  | ブラック編隊空中分解 （Fly By Knights）             |                                            | ポッピー攻撃大失敗 （There's No Fool Like a Re-Fuel） | 1970年8月31日  |
| 6  | アッと驚く空中作戦 （Lens a Hand）                  |                                            | ブラック作戦ブラブラー （Real Snapper）               | 1970年9月7日   |
| 7  | 秘密写真と勲章 （Lens a Hand）                      |                                            | 隊長はなまけもの （Vacation Trip Trap）               | 1970年9月14日  |
| 8  | 透明飛行機でケンケン出撃 （Follow That Feather）    |                                            | ハネアガリ・スットビ作戦 （Operation Anvil）          | 1970年9月21日  |
| 9  | 空駈けるボロボロー （A Plain Shortage of Planes）   |                                            | ケンケンの飛行隊長 （Sky Hi-IQ）                      | 1970年9月28日  |
| 10 | 新兵器クシャミ・ミサイル （Stop That Pigeon）       |                                            | 催眠博士のビックリ治療 （Zilly's a Dilly）            | 1970年10月5日  |
| 11 | オテンキマシンでバッチリ作戦 （Ceiling Zero Zero）  |                                            | 勲章めあてのにせポッピー （Stop Which Pigeon?）       | 1970年10月12日 |
| 12 | やったぜ！グンバツ航空隊 （Operation Birdbrain）    |                                            | 新鳥型飛行機 （Who's Who?）                           | 1970年10月19日 |
| 13 | デンチョビレ空中出撃 （Medal Muddle）               |                                            | ダメダメ飛行機部隊 （Go South Young Pigeon!）         | 1970年10月26日 |
| 14 | ポンコツ・ヘッピリ戦闘機隊 （Too Many Kooks）       |                                            | ブラック魔王の北極攻撃 （Ice See You）                | 1970年11月2日  |
| 15 | 勇猛ワニ号戦闘機 （Balmy Swami）                    |                                            | 忍者カムフラージュ男現わる （Camouflage Hop-Aroo）    | 1970年11月9日  |
| 16 | チッポケ島のデッカイ基地 （Have Plane Will Travel） |                                            | タコハチ戦闘機 （Windy Windmill）                     | 1970年11月16日 |
| 17 | 最後のメチャクチャ大戦略 （Plane Talk）             |                                            | 何をやってもダメ隊長 （Happy Bird Day）               | 1970年11月23日 |

（出典（Aパート・Cパート）：高桑慎一郎著・イーハトーヴ出版刊「ケンケンと愉快な仲間たち」186・187頁 1995年）

## エピソード
| #  | 邦題                                                                                   | 原題 | 放送日         |
| -- | -------------------------------------------------------------------------------------- | --- | -------------- |
| 1  | ポッピー空中大作戦ケンケン劇場：ケンケンの海賊船ハエトリマシーン出撃                   | Fur Out FurloughBarn DanceHot SoupMM:Muttley on the BountySappy Birthday                                                    | 1969年9月13日  |
| 2  | 透明飛行機でケンケン出撃ケンケン劇場：ケンケンの豆の木ハネアガリ・スットビ作戦         | Follow That FeatherBarberEmpty HangarMM:What's New Old Bean?Operation Anvil                                                 | 1969年9月20日  |
| 3  | ケンケンの飛行隊長ケンケン劇場：ケンケンの大曲芸空駆けるボロボロー                     | Sky Hi-IQProp WashCarpetMM:The Marvelous MuttdiniA Plain Shortage of Planes                                                 | 1969年9月27日  |
| 4  | 地球の底へ体当たりケンケン劇場：ケンケンの名演技ブチャムクレ・ボケナス艦長             | BarnstormersArnoldPineapple SundaeThe New MascotMM:The Bad ActorShape Up or Ship Out                                        | 1969年10月4日  |
| 5  | 新兵器クシャミ・ミサイルケンケン劇場：ケンケンの大サーカス催眠博士のビックリ治療       | Stop That PigeonGrease JobRobotMM:The Big TopperZilly's a Dilly                                                             | 1969年10月11日 |
| 6  | 空飛ぶ時計ケンケン劇場：ケンケンの怪傑仮面メッタメタ飛行機                             | The Cuckoo PatrolAutomatic DoorAirmailRunway StripMM:The Masked MuttleyPest Pilots                                          | 1969年10月18日 |
| 7  | 電子コントロール爆撃隊火山型爆発飛行機ケンケン劇場：ケンケンのスタントマン             | The Swiss YelpsEagle-BeagleWing Dings: "Deep Reading"; "Shell Game"; "Slightly Loaded"MM: Movie Stuntman                    | 1969年10月25日 |
| 8  | ブラック編隊空中分解ポッピー攻撃大失敗ケンケン劇場：ケンケンとブラック酋長             | Fly By KnightsThere's No Fool Like a Re-FuelWing Dings: "Spring time""Dog's Life"; "Strange Equipment"MM: "Coonskin Caper"" | 1969年11月1日  |
| 9  | アッと驚く空中作戦ブラック作戦ブラブラーケンケン劇場：ケンケンの海底の秘宝             | Movies Are Badder Than EverHome Sweet Homing PigeonWing Dings: "The Elevator"Obedience SchoolMM: "Aquanuts                  | 1969年11月8日  |
| 10 | 秘密写真と勲章隊長はなまけものケンケン劇場：レオナルド・ダ・ケンケン                   | Lens a HandVacation Trip TrapWing Dings:ParachuteReal SnapperMM:"Leonardo De Muttley"                                       | 1969年11月15日 |
| 11 | 勲章めあてのにせポッピーオテンキマシンでバッチリ作戦ケンケン劇場：ケンケンのスピード王 | Stop Which Pigeon?Ceiling Zero ZeroWing Dings: "Fast Freight""Home Run"MM: "Start Your Engines"                             | 1969年11月22日 |
| 12 | 新鳥形飛行機やったぜ！グンバツ航空隊ケンケン劇場：ケンケンの競争王                     | Who's Who?Operation BirdbrainWing Dings: "Bowling Pin""Shrink Job"MM:"Ship Ahooey"                                          | 1969年11月29日 |
| 13 | デンチョビレ空中出撃ダメダメ飛行機部隊ケンケン劇場：ケンケンの北極大レース             | "Medal Muddle""Go South Young Pigeon!"Wing Dings:"The Window Washer""Beach Blast"MM: "Admiral Bird Dog"                     | 1969年12月6日  |
| 14 | ポンコツ・ヘッピリ戦闘機ブラック魔王の北極攻撃ケンケン劇場：ケンケンの大発明           | "Too Many Kooks""Ice See You"Wing Dings: "Echo""Rainmaker"MM:"Professor Muttley"                                            | 1969年12月13日 |
| 15 | 勇猛ワニ号戦闘機忍者カムフラージュ男現わるケンケン劇場：ジャングルの王者ケンケン       | "Balmy Swami""Camouflage Hop-Aroo"Wing Dings: "Mop Up""Big Turnover"（別名：Left Hanging）MM: "Wild Mutt Muttley            | 1969年12月20日 |
| 16 | チッポケ島のデッカイ基地タコハチ戦闘機ケンケン劇場：ケンケン宇宙へ行く                 | "Have Plane Will Travel""Windy Windmill"Wing Dings: "Tough Break""The Ice Cream Tree"MM: "Astromutt"                        | 1969年12月27日 |
| 17 | 最後のメチャクチャ大戦略何をやってもダメ隊長ケンケン劇場：スーパーケンケン             | "Plane Talk""Happy Bird Day"Wing Dings: "Boxing""Runaway Rug"（別名：Magic Carpet）MM: "Super Muttley""                     | 1970年1月3日   |